# Uracile
L'uracile è una delle due basi azotate pirimidiniche che formano i nucleotidi dell'acido nucleico RNA. Tramite due legami a idrogeno nell'RNA si lega all'adenina (A).
Legata a una molecola di ribosio forma l'uridina. Come tale l'uridina non ha quasi nessun coinvolgimento metabolico. Deve essere prima convertita nella sua forma fosforilata completa (UTP) e da qui prendere diverse vie metaboliche:
- incorporazione nella struttura nell'RNA per azione della RNA polimerasi II;
- essere convertita a derivati glucidici come l'UDP-glucosio e l'UDP-galattosio, che intervengono nei fenomeni di costruzione delle strutture polisaccaridiche cellulari (zuccheri complessi con funzione strutturale)
- sfruttare il derivato difosfato (UDP) per sintetizzare la base timina. Viene utilizzata la ribonucleotide reduttasi per ridurre l'UDP in dUDP, la nucleotide difosfato chinasi per fosforilarlo a dUTP e infine una idrolisi per portarlo al dUMP con rilascio di pirofosfato. L'idrolisi di quest'ultimo permette di sbilanciare la reazione verso i prodotti, per ridurre il più possibile la presenza di dUTP nella cellula. Date le somiglianze tra uracile e timina, infatti, il dUTP potrebbe entrare erroneamente nel DNA, non riuscendo la polimerasi a discriminare bene le due basi azotate.

Il dUMP viene poi metilato per azione della timidilato sintetasi, utilizzando un metile proveniente da N5, N10-metilen-tetraidrofolato. Il prodotto di tale reazione sarà la dTMP desiderata e il diidrofolato. La base è ora pronta per entrare nella struttura del DNA.
Quest'ultimo passaggio è stato sfruttato ampiamente nella chemioterapia antitumorale con il farmaco 5-fluoro-uracile (5FU), inibitore suicida e irreversibile della timidilato sintetasi.
Ha trovato infatti ampio uso nella terapia del carcinoma mammario, di quello del colon, nel tumore epatico e altri tipi. Oggi si preferiscono dei suoi derivati più efficaci (Fluoro-desossiuridina e Tegafur), che hanno un profilo di farmacocinetica e tossicità migliori.